# Ekrem İmamoğlu
Ekrem İmamoğlu, född 4 juni 1970 i Akçaabat i provinsen Trabzon är en turkisk politiker och sedan den 23 juni 2019 borgmästare i Istanbul. Han tillhör Republikanska folkpartiet CHP, som (2022) är Turkiets största oppositionsparti.
Vid kommunalvalet våren 2019 fick CHP en knapp majoritet i Istanbul och İmamoğlu installerades som borgmästare. President Erdogans parti AKP hävdade att han vunnit genom valfusk, och valmyndigheten beslutade att omval skulle hållas. Vid omvalet i juni 2019 vann CHP med stor majoritet och İmamoğlu återinstallerades som borgmästare.
I december 2022 dömdes İmamoğlu till mer än två och ett halvt års fängelse för att ha skymfat allierade till president Erdogan. Han förbjöds också att verka politiskt. Domen tolkas av kritiker som ett sätt att hindra İmamoğlu att utmana Erdogan i presidentvalet 2023 och har lett till stora protestmanifestationer i Turkiet. Även USA:s utrikesdepartement har kritiserat domen. Domen kommer (2022) att överklagas.
I kommunvalet i mars 2024 vann CHP en stor seger i Istanbul och  İmamoğlu behöll sin post som borgmästare.